# アブ・ダンラディ
アブ・ダンラディ（Abu Danladi、1995年10月18日 - ）は、ガーナ出身のプロサッカー選手。ポジションはFW。カテゴリア・スペリオレ・KFバイリス・バルシュ所属。

## クラブ経歴
2017年1月4日、メジャーリーグサッカーとジェネレーション・アディダス契約を結んだ。1月13日のMLSスーパードラフトで、MLSに新規参入するミネソタ・ユナイテッドFCに全体1位指名された。5月7日のスポルティング・カンザスシティ戦でプロ初ゴールを決めた。
2019年11月19日、エクスパンションドラフトでナッシュビルSCに指名された。
2022年1月13日、ミネソタ・ユナイテッドFCに1年契約で移籍した。